# Aeroporto di Croydon
L'Aeroporto di Croydon fu un aeroporto dislocato nel sud di Londra, al confine tra gli odierni distretti di Croydon e Sutton. Fu il primo aeroporto al mondo a introdurre il controllo del traffico aereo, nel 1921. Fu il principale aeroporto della città prima dell'apertura del Northolt Aerodrome e degli aeroporti di Heathrow e Gatwick.
In origine nel sito dell'aeroporto si trovavano due campi volo: il Beddington Aerodrome, risalente alla prima guerra mondiale, uno dei molti costruiti nel maggio 1915 intorno a Londra per proteggersi dai raid dei dirigibili tedeschi Zeppelin, e il Waddon Aerodrome del 1918, un aerodromo di prova della National Aircraft Factory No 1.
Durante la seconda guerra mondiale, Croydon fu una delle basi principali della Royal Air Force durante la Battaglia d'Inghilterra. Un memoriale sul fianco orientale della struttura commemora ancora oggi la battaglia.
L'aeroporto è stato chiuso nel 1959. Attualmente il vecchio terminal è un museo storico che ripercorre la storia dell'aeroporto. Una parte della pista d'atterraggio originale sopravvive, mentre la parte occidentale del sito ospita strade intitolate a celebri piloti e velivoli.
L'Aeroporto di Croydon è menzionato da Agatha Christie nel suo romanzo giallo Delitto in cielo, ed è citato anche nel film del 1941 Il Sospetto diretto da Alfred Hitchcock.

## Persone che volarono a Croydon
- Alan Cobham
- Charles Lindbergh
- Bert Hinckler
- Charles Kingsford Smith
- Amy Johnson
- Juan de la Cierva